# Hamnrätt
Hamnrätt är ett slags specialdomstol för fiskare i fiskelägen, som förekommer i samhällen där olika korporationer har olika jurisdiktioner inom sina särskilda områden.

## Hamnrätt i Sverige
I Sverige fanns hamnrätter vid fiskelägen för att döma i mål som handlade om fisket och ordningen i fiskeläget. De dömde efter Hamnordningen (den första från 1669), och utgjordes av en fiskefogde som ordförande och fyra fiskare som bisittare.
Hamnrätten hade att hålla lösdrivare borta, att se till kristen moral (kyrkogång, svordomar, med mera), disciplinärenden (slagsmål, dryckenskap, med mera), samt att se till arbetsordningen i fiskeläget. Den kunde inte döma i allvarliga brottmål, sådana överfördes till stadens rådhusrätt eller häradsrätten.
I städer som Gävle fanns fiskarborgare som handlade med fisk från fiskelägen. En hamnrätt fanns i Skeppshamn i Tynderö socken, för fiskare som fiskade åt Gävle. De begav sig till fiskelaget på våren med sina familjer och djur, och valde då årets hamnfogde och bisittare till hamnrätten. När säsongen var över begav de sig tillbaka till sina gårdar. I Ulvöhamn hade fiskefogden två edsvurne bisittare, vanligen fiskarborgare, och de hade alla förordnande från landshövdingen. Hamnrätten i Ulvöhamn hade också att se till brandsyn, fattigvård och social omsorg, förvaltning av gemensam egendom och relationer till omgivande markägare, samt kyrkliga förhållanden (som att mottaga prästen).
Hamnrätten upphörde 1852.